# Yoshio Akamatsu
Yoshio Akamatsu (赤松義生 Akamatsu Yoshio?) es un personaje de la novela Battle Royale. En la película y el manga tiene el mismo nombre. En la película el papel de Yoshio Akamatsu fue interpretado por Shin Kusaka.

## Antes del juego
Yoshio Akamatsu es uno de los estudiantes de la clase de tercer año del instituto Shiroiwa de la ciudad ficticia de Shiroiwa, en la prefectura de Kagawa. Es un chico grande, ancho y gordo al que se le dan mal los deportes, de Akamatsu se burlan muchos compañeros, sobre todo Ryuhei Sasagawa, y algunos llegan a insultarlo y darle palizas. Es un estudiante tímido, reservado, aunque debido al bullying que le hacen es bastante paranoico cuando ve a algunos de sus compañeros hablar entre ellos. En el manga, mientras Shuya Nanahara le intenta persuadir para que no dispare, recuerdan un día en que la familia Kiriyama insulta a Akamatsu porque estaba jugando un videojuego. Al ver Nanahara cómo le hacían bullying decidió hacerle unas preguntas sobre el juego para que no se sintiera mal y al final Nanahara, Mimura, Sugimura, Yutaka y el grupo de Utsumi ven cómo juega y eso le hace sentirse mejor.

## En el juego
Akamatsu es el chico número uno y, por tanto, el primero en salir de la clase cuando el juego empieza. Después de ocultarse durante un buen rato, preocupado, Akamatsu empieza a pensar que será una de las primeras víctimas y por ello piensa que debe participar para poder sobrevivir ya que decide que todos son enemigos, unos por acosarlo y el resto por preferir no ayudarlo. Con el arma que le ha fue asignada, una ballesta, escala hasta una pequeña colina que hay en la escuela que usa como escondite, para atacar a los demás cuando salgan.

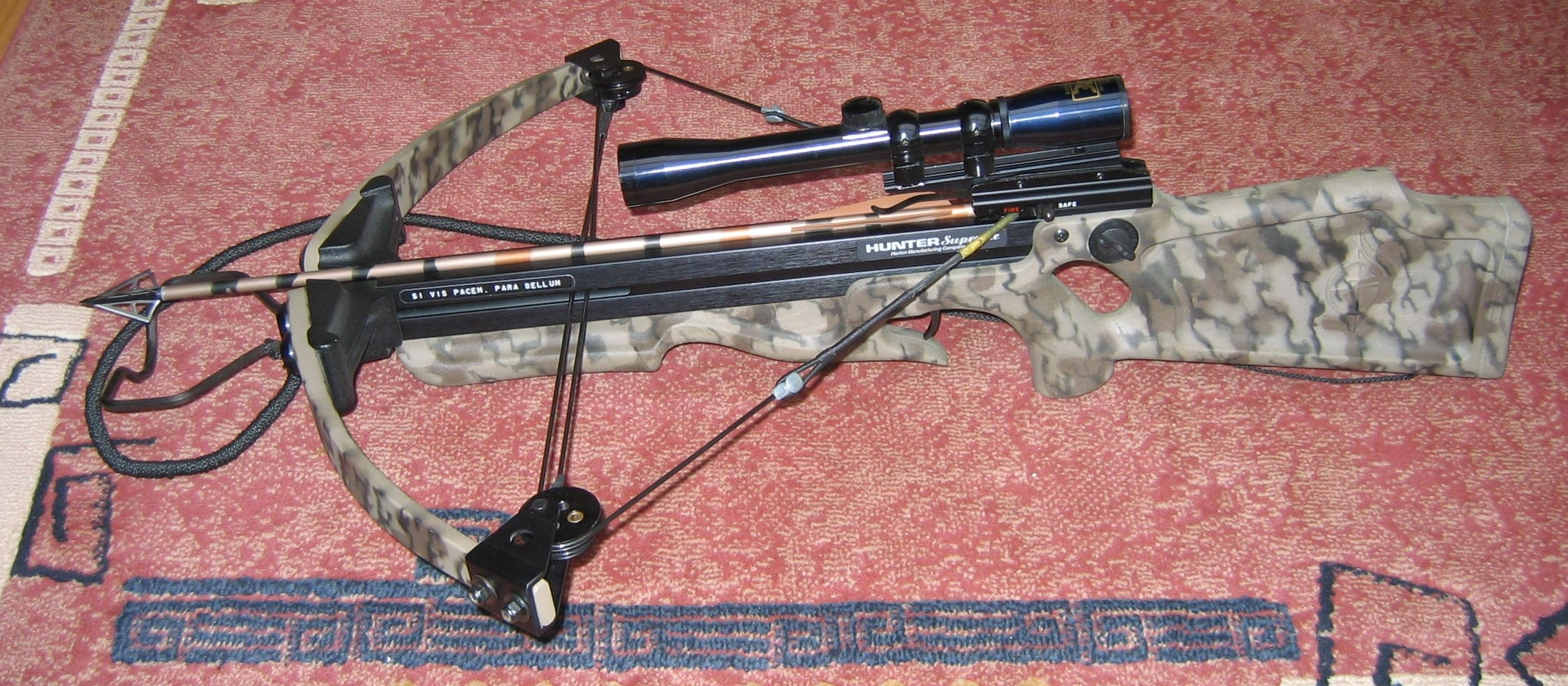
El arma asignada a Yoshio fue una ballesta.

En la novela, mata a la chica número catorce, Mayumi Tendo, disparándole en la espalda una flecha. En la película, primero le dispara en el cuello y después en la pierna. En el manga, le dispara en la cabeza. En todas las versiones, le dispara a Shuya Nanahara cuando este sale, pero falla el tiro. Nanahara le devuelve la flecha a Akamatsu lanzádosela que lo hace caer por el golpe y queda inconsciente. Antes de esto, en el manga, Nanahara intenta persuadir a Akamatsu que baje para que se una a él y casi lo consigue, pero los remordimientos le hacen pensar que ya no podrán confiar en él porque mató a Mayumi, Nanahara intenta calmarlo pero en ese momento sale del colegio Noriko Nakagawa y Akamatsu intenta asesinarla. Nanahara opta por proteger a la muchacha y le clava una flecha en el hombro que lo hace caer inconsciente mientras ellos huyen.

## Destino
En todas las versiones, al recuperar el conocimiento, Akamatsu se encuentra al chico n.º 16, Kazushi Niida, cerca de él y de pie quien le dispara en el cuello a Akamatsu con la ballesta. En la película, Niida le dispara en el corazón y no en el cuello después de que éste lo asustara. Después del disparo, Niida ve que el juego va en serio. Tanto en el libro como en el manga Niida dispara de manera intencionada mientras que en la película dispara de manera accidental ya que aun no tomaba en serio el juego; cuando Akamatsu despierta busca su arma y sufre un ataque de pánico al ver que la sostiene Niida, aunque este solo intenta devolversela, por lo que se avalanza sobre él y su compañero le dispara en parte por accidente y en parte como defensa. En la novela Niida lo asesina intencionalmente disparándole una flecha en la nuca. En el manga lo mata disparándole en la cara, concretamente en un lado de la cara.